# ای دختره
«ای دختره» تک‌آهنگی از پیت‌بول است که در سال ۲۰۰۶ میلادی منتشر شد.